# Остров на Ослави
Остров на Ослави (чеш. Ostrov nad Oslavou) је насељено мјесто са административним статусом варошице (чеш. městys) у округу Ждјар на Сазави, у крају Височина, Чешка Република.

## Становништво
Према подацима о броју становника из 2014. године насеље је имало 948 становника.